# کنوانسیون حفاظت از میراث جهانی فرهنگی و طبیعی
کنوانسیون حفاظت از میراث جهانی فرهنگی و طبیعی (به فرانسوی: Convention pour la protection du patrimoine mondial, culturel et naturel) یک متن حقوقی سازمان جهانی یونسکو است که در هفدهمین نشست خود در ۱۶ نوامبر ۱۹۷۲ در پاریس به تصویب رسید. از زمان تصویب آن ۱۹۱ کشور این کنوانسیون را امضا کرده‌اند. بر اساس این کنوانسیون کشورهای امضاکننده ملزم به حفافظت از میراث جهانی شناخته شده فرهنگی و طبیعی هستند.

## فهرست کشورهای امضا کننده
در جدول زیر فهرست کشورهای امضاکننده کنوانسیون بر اساس سال پیوستن و شمار سایت‌ها برپایه کشور مشخص شده‌است:
| سال پیوستن | کشور                   | تاریخ پیوستن | شمار سایت‌های ثبت شده |
| ---------- | ---------------------- | ------------ | --- |
| ۱۹۷۳       | ایالات متحده آمریکا    | ۷ دسامبر     | ۲۴ (۲ سایت مشترک با کانادا) |
| ۱۹۷۴       | مصر                    | ۷ فوریه      | ۷ |
| ۱۹۷۴       | عراق                   | ۵ مارس       | ۶ |
| ۱۹۷۴       | بلغارستان              | ۷ مارس       | ۱۰ |
| ۱۹۷۴       | سودان                  | ۶ ژوئن       | ۳ |
| ۱۹۷۴       | الجزایر                | ۲۴ ژوئن      | ۷ |
| ۱۹۷۴       | استرالیا               | ۲۲ اوت       | ۲۰ |
| ۱۹۷۴       | جمهوری دموکراتیک کنگو  | ۲۳ سپتامبر   | ۵ |
| ۱۹۷۴       | نیجریه                 | ۲۳ اکتبر     | ۲ |
| ۱۹۷۴       | نیجر                   | ۲۳ دسامبر    | ۳ |
| ۱۹۷۵       | ایران                  | ۲۶ فوریه     | ۲۶ |
| ۱۹۷۵       | تونس                   | ۱۰ مارس      | ۸ |
| ۱۹۷۵       | اردن                   | ۵ مه         | ۶ |
| ۱۹۷۵       | اکوادور                | ۱۶ ژوئن      | ۵ |
| ۱۹۷۵       | غنا                    | ۴ ژوئیه      | ۲ |
| ۱۹۷۵       | فرانسه                 | ۲۷ ژوئن      | ۴۹ (یک سایت مشترک با بلژیک، یک سایت مشترک با اسپانیا)                                                                                             |
| ۱۹۷۵       | سوریه                  | ۱۳ اوت       | ۶ |
| ۱۹۷۵       | قبرس                   | ۱۴ اوت       | ۳ |
| ۱۹۷۵       | سوئیس                  | ۱۷ سپتامبر   | ۱۱۳ (یک سایت مشترک با ایتالیا) |
| ۱۹۷۵       | مراکش                  | ۲۸ اکتبر     | ۹ |
| ۱۹۷۶       | سنگال                  | ۱۳ فوریه     | ۷ (یک سایت مشترک با گامبیا) |
| ۱۹۷۶       | کانادا                 | ۲۳ ژوئیه     | ۲۰ (۲ سایت مشترک با آمریکا) |
| ۱۹۷۶       | لهستان                 | ۲۹ ژوئن      | ۱۷ (یک سایت مشترک با آلمان، یک سایت با بلاروس) |
| ۱۹۷۶       | پاکستان                | ۲۳ ژوئیه     | ۶ |
| ۱۹۷۶       | آلمان                  | ۲۳ اوت       | ۵۱ (یک سایت مشترک با لهستان، یک سایت مشترک با انگلستان)                                                                                           |
| ۱۹۷۶       | بولیوی                 | ۴ اکتبر      | ۷ |
| ۱۹۷۷       | مالی                   | ۵ آوریل      | ۴ |
| ۱۹۷۷       | نروژ                   | ۱۲ مه        | ۸ (یکی از آن‌ها مرزی، مشترک با بلاروس، استونی، فنلاند، لتونی، لیتوانی، مولداوی، روسیه، سوئد و اوکراین)                                             |
| ۱۹۷۷       | گویان                  | ۲۰ ژوئن      | ۰ |
| ۱۹۷۷       | اتیوپی                 | ۶ ژوئیه      | ۹ |
| ۱۹۷۷       | تانزانیا               | ۲ اوت        | ۷ |
| ۱۹۷۷       | کاستاریکا              | ۲۳ اوت       | ۴ (یک سایت مرزی، مشترک با پاناما) |
| ۱۹۷۷       | برزیل                  | ۱ سپتامبر    | ۲۳ (یک سایت مرزی، مشترک با آرژانتین) |
| ۱۹۷۷       | هند                    | ۱۴ نوامبر    | ۴۰ |
| ۱۹۷۸       | پاناما                 | ۳ مارس       | ۵ (یک سایت مرزی مشترک با کاستاریکا) |
| ۱۹۷۸       | نپال                   | ۲۰ ژوئن      | ۴ |
| ۱۹۷۸       | ایتالیا                | ۲۳ ژوئن      | ۵۸ (یک سایت مشترک با واتیکان و یک سایت مشترک با سوئیس)                                                                                            |
| ۱۹۷۸       | عربستان سعودی          | ۷ اوت        | ۶ |
| ۱۹۷۸       | آرژانتین               | ۲۳ اوت       | ۱۱ (یک سایت مرزی مشترک با برزیل) |
| ۱۹۷۸       | لیبی                   | ۱۳ اکتبر     | ۵ |
| ۱۹۷۸       | موناکو                 | ۷ نوامبر     | ۰ |
| ۱۹۷۸       | مالت                   | ۱۴ نوامبر    | ۳ |
| ۱۹۷۹       | گواتمالا               | ۱۶ ژانویه    | ۳ |
| ۱۹۷۹       | گینه                   | ۱۸ مارس      | ۱ (مرزی، مشترک با ساحل عاج) |
| ۱۹۷۹       | افغانستان              | ۲۰ مارس      | ۲ |
| ۱۹۷۹       | هندوراس                | ۸ ژوئن       | ۲ |
| ۱۹۷۹       | دانمارک                | ۲۵ ژوئیه     | ۱۰ |
| ۱۹۷۹       | نیکاراگوئه             | ۱۷ دسامبر    | ۲ |
| ۱۹۸۰       | هائیتی                 | ۱۸ ژانویه    | ۱ |
| ۱۹۸۰       | شیلی                   | ۲۰ فوریه     | ۷ |
| ۱۹۸۰       | سیشل                   | ۹ آوریل      | ۲ |
| ۱۹۸۰       | سری‌لانکا               | ۶ ژوئن       | ۸ |
| ۱۹۸۰       | پرتغال                 | ۳۰ سپتامبر   | ۱۷ |
| ۱۹۸۰       | یمن                    | ۷ اکتبر      | ۴ |
| ۱۹۸۰       | جمهوری آفریقای مرکزی   | ۲۲ دسامبر    | ۲ |
| ۱۹۸۱       | ساحل عاج               | ۹ ژانویه     | ۵ (یک سایت مرزی، مشترک با گینه) |
| ۱۹۸۱       | موریتانی               | ۲ مارس       | ۲ |
| ۱۹۸۱       | کوبا                   | ۲۴ مارس      | ۹ |
| ۱۹۸۱       | یونان                  | ۱۷ ژوئیه     | ۱۸ |
| ۱۹۸۱       | عمان                   | ۶ اکتبر      | ۵ |
| ۱۹۸۲       | مالاوی                 | ۵ ژانویه     | ۲ |
| ۱۹۸۲       | پرو                    | ۲۴ فوریه     | ۱۳ |
| ۱۹۸۲       | اسپانیا                | ۴ مه         | ۴۹ (یک سایت مرزی، مشترک با فرانسه) |
| ۱۹۸۲       | بوروندی                | ۱۹ مه        | ۰ |
| ۱۹۸۲       | بنین                   | ۱۴ ژوئن      | ۲ |
| ۱۹۸۲       | زیمبابوه               | ۱۶ اوت       | ۵ (یک سایت مرزی مشترک با زامبیا) |
| ۱۹۸۲       | واتیکان                | ۷ اکتبر      | ۲ (یک سایت مرزی مشترک با ایتالیا) |
| ۱۹۸۲       | موزامبیک               | ۲۷ نوامبر    | ۱ |
| ۱۹۸۲       | کامرون                 | ۷ دسامبر     | ۲ |
| ۱۹۸۳       | لبنان                  | ۳ فوریه      | ۵ |
| ۱۹۸۳       | ترکیه                  | ۱۶ مارس      | ۱۹ |
| ۱۹۸۳       | کلمبیا                 | ۲۴ مه        | ۹ |
| ۱۹۸۳       | جامائیکا               | ۱۴ ژوئن      | ۱ |
| ۱۹۸۳       | ماداگاسکار             | ۱۹ ژوئیه     | ۳ |
| ۱۹۸۳       | بنگلادش                | ۳ اوت        | ۳ |
| ۱۹۸۳       | لوکزامبورگ             | ۲۸ سپتامبر   | ۱ |
| ۱۹۸۳       | آنتیگوآ و باربودا      | ۱ نوامبر     | ۱ |
| ۱۹۸۴       | مکزیک                  | ۲۳ فوریه     | ۳۵ |
| ۱۹۸۴       | انگلستان               | ۲۹ مه        | ۳۳ (یک سایت مشترک با آلمان) |
| ۱۹۸۴       | زامبیا                 | ۴ ژوئن       | ۱ (مرزی، مشترک با زیمبابوه) |
| ۱۹۸۴       | قطر                    | ۱۲ سپتامبر   | ۱ |
| ۱۹۸۴       | نیوزیلند               | ۲۲ نوامبر    | ۳ |
| ۱۹۸۵       | سوئد                   | ۲۲ ژانویه    | ۱۵ (سایت مشترک با فنلاند، یک سایت مشترک با بلاروس، استونی، فنلاند، لتونی، لیتوانی، مولداوی، نروژ، روسیه و اوکراین)                                |
| ۱۹۸۵       | جمهوری دومینیکن        | ۱۲ فوریه     | ۱ |
| ۱۹۸۵       | مجارستان               | ۱۵ ژوئیه     | ۸ (یک سایت مشترک با اتریش، یک سایت مشترک با اسلواکی)                                                                                              |
| ۱۹۸۵       | فیلیپین                | ۱۹ سپتامبر   | ۶ |
| ۱۹۸۵       | چین                    | ۱۲ دسامبر    | ۵۶ |
| ۱۹۸۶       | مالدیو                 | ۲۲ مه        | ۰ |
| ۱۹۸۶       | سنت کیتس و نویس        | ۱۰ ژوئیه     | ۱ |
| ۱۹۸۶       | گابن                   | ۳۰ دسامبر    | ۲ |
| ۱۹۸۷       | فنلاند                 | ۴ مارس       | ۷ (یک سایت مشترک با سوئد، یک سایت مشترک با بلاروس، استونی، لتونی، لیتوانی، مولداوی، نروژ، روسیه، سوئد و اوکراین)                                  |
| ۱۹۸۷       | لائوس                  | ۲۰ مارس      | ۲ |
| ۱۹۸۷       | بورکینافاسو            | ۲ آوریل      | ۳ |
| ۱۹۸۷       | گامبیا                 | ۱ ژوئیه      | ۲ (یک سایت مشترک با سنگال) |
| ۱۹۸۷       | تایلند                 | ۱۷ سپتامبر   | ۶ |
| ۱۹۸۷       | ویتنام                 | ۱۹ اکتبر     | ۸ |
| ۱۹۸۷       | اوگاندا                | ۲۰ نوامبر    | ۳ |
| ۱۹۸۷       | جمهوری کنگو            | ۱۰ دسامبر    | ۱ |
| ۱۹۸۸       | پاراگوئه               | ۲۷ آوریل     | ۱ |
| ۱۹۸۸       | کیپ ورد                | ۲۸ آوریل     | ۱ |
| ۱۹۸۸       | کره جنوبی              | ۱۴ سپتامبر   | ۱۵ |
| ۱۹۸۸       | بلاروس                 | ۱۲ اکتبر     | ۴ (یک سایت مشترک با لهستان، یک سایت مشترک با استونی، فنلاند، لتونی، لیتوانی، مولداوی، نروژ، روسیه، سوئد و اوکراین)                                |
| ۱۹۸۸       | روسیه                  | ۱۲ اکتبر     | ۳۰ (یک سایت مشترک با لیتوانی، یک سایت مشترک با مغولستان و یک سایت مشترک با بلاروس، استونی، فنلاند، لتونی، لیتوانی، مولداوی، نروژ، سوئد و اوکراین) |
| ۱۹۸۸       | اوکراین                | ۱۲ اکتبر     | ۷ (یک سایت مشترک با اسلواکی، یک سایت مشترک با بلاروس، استونی، فنلاند، لتونی، لیتوانی، مولداوی، نروژ، روسیه و سوئد)                                |
| ۱۹۸۸       | مالزی                  | ۷ دسامبر     | ۴ |
| ۱۹۸۹       | اروگوئه                | ۹ مارس       | ۳ |
| ۱۹۸۹       | اندونزی                | ۶ ژوئیه      | ۹ |
| ۱۹۸۹       | آلبانی                 | ۱۰ ژوئیه     | ۴ |
| ۱۹۹۰       | مغولستان               | ۲ فوریه      | ۵ (یک سایت مرزی، مشترک با روسیه) |
| ۱۹۹۰       | رومانی                 | ۱۶ مه        | ۹ |
| ۱۹۹۰       | ونزوئلا                | ۳۰ اکتبر     | ۳ |
| ۱۹۹۰       | بلیز                   | ۶ نوامبر     | ۱ |
| ۱۹۹۰       | فیجی                   | ۲۱ نوامبر    | ۱ |
| ۱۹۹۱       | بحرین                  | ۲۸ مه        | ۳ |
| ۱۹۹۱       | کنیا                   | ۵ ژوئن       | ۷ |
| ۱۹۹۱       | جمهوری ایرلند          | ۱۶ سپتامبر   | ۲ |
| ۱۹۹۱       | السالوادور             | ۸ اکتبر      | ۱ |
| ۱۹۹۱       | سان مارینو             | ۱۸ اکتبر     | ۱ |
| ۱۹۹۱       | سنت لوسیا              | ۱۴ اکتبر     | ۱ |
| ۱۹۹۱       | آنگولا                 | ۷ نوامبر     | ۱ |
| ۱۹۹۱       | کامبوج                 | ۲۸ نوامبر    | ۳ |
| ۱۹۹۲       | لیتوانی                | ۳۱ مارس      | ۴ (یک سایت مشترک با روسیه، یک سایت مشترک با بلاروس، استونی، فنلاند، لتونی، مولداوی، نروژ، روسیه، سوئد و اوکراین)                                  |
| ۱۹۹۲       | جزایر سلیمان           | ۱۰ ژوئن      | ۱ |
| ۱۹۹۲       | ژاپن                   | ۳۰ ژوئن      | ۲۵ |
| ۱۹۹۲       | کرواسی                 | ۶ ژوئیه      | ۱۰ |
| ۱۹۹۲       | هلند                   | ۲۶ اوت       | ۱۲ |
| ۱۹۹۲       | تاجیکستان              | ۲۸ اوت       | ۲ |
| ۱۹۹۲       | گرجستان                | ۴ نوامبر     | ۴ |
| ۱۹۹۲       | اسلوونی                | ۵ نوامبر     | ۵ |
| ۱۹۹۲       | اتریش                  | ۱۸ دسامبر    | ۱۲ (یک سایت مرزی مشترک با مجارستان) |
| ۱۹۹۳       | ازبکستان               | ۱۳ ژانویه    | ۵ |
| ۱۹۹۳       | جمهوری چک              | ۲۶ مارس      | ۱۶ |
| ۱۹۹۳       | اسلواکی                | ۳۱ مارس      | ۸ (یک سایت مشترک با مجارستان، یک سایت مشترک با اوکراین)                                                                                           |
| ۱۹۹۳       | بوسنی و هرزگوین        | ۱۲ ژوئیه     | ۴ |
| ۱۹۹۳       | ارمنستان               | ۵ سپتامبر    | ۳ |
| ۱۹۹۳       | جمهوری آذربایجان       | ۱۶ دسامبر    | ۲ |
| ۱۹۹۴       | قزاقستان               | ۲۹ آوریل     | ۵ |
| ۱۹۹۴       | میانمار                | ۲۹ آوریل     | ۲ |
| ۱۹۹۴       | ترکمنستان              | ۳۰ سپتامبر   | ۳ |
| ۱۹۹۵       | لتونی                  | ۱۰ ژانویه    | ۲ (یک سایت مرزی، مشترک با بلاروس، استونی، فنلاند، لیتوانی، مولداوی، نروژ، روسیه، سوئد و اوکراین)                                                  |
| ۱۹۹۵       | دومینیکا               | ۴ آوریل      | ۱ |
| ۱۹۹۵       | قرقیزستان              | ۳ ژوئیه      | ۳ |
| ۱۹۹۵       | استونی                 | ۲۷ اکتبر     | ۲ (یک سایت مرزی مشترک با بلاروس، فنلاند، لتونی، لیتوانی، مولداوی، نروژ، روسیه، سوئد و اوکراین)                                                    |
| ۱۹۹۵       | موریس                  | ۱۹ سپتامبر   | ۲ |
| ۱۹۹۵       | ایسلند                 | ۱۹ دسامبر    | ۳ |
| ۱۹۹۶       | بلژیک                  | ۲۴ ژوئیه     | ۱۵ (یک سایت مرزی مشترک با فرانسه) |
| ۱۹۹۷       | آندورا                 | ۳ ژانویه     | ۱ |
| ۱۹۹۷       | مقدونیه شمالی          | ۳۰ آوریل     | ۲ |
| ۱۹۹۷       | آفریقای جنوبی          | ۱۰ ژوئیه     | ۱۰ |
| ۱۹۹۷       | پاپوآ گینه نو          | ۲۸ ژوئیه     | ۱ |
| ۱۹۹۷       | سورینام                | ۲۳ اکتبر     | ۲ |
| ۱۹۹۸       | توگو                   | ۱۵ آوریل     | ۱ |
| ۱۹۹۸       | کره شمالی              | ۲۱ ژوئیه     | ۱ |
| ۱۹۹۸       | گرنادا                 | ۱۳ اوت       | ۰ |
| ۱۹۹۸       | بوتسوانا               | ۲۳ نوامبر    | ۲ |
| ۱۹۹۹       | چاد                    | ۲۳ ژوئن      | ۲ |
| ۱۹۹۹       | اسرائیل                | ۶ اکتبر      | ۹ |
| ۲۰۰۰       | نامیبیا                | ۶ آوریل      | ۲ |
| ۲۰۰۰       | کیریباتی               | ۱۲ مه        | ۱ |
| ۲۰۰۰       | کومور                  | ۲۷ سپتامبر   | ۰ |
| ۲۰۰۰       | رواندا                 | ۲۸ دسامبر    | ۰ |
| ۲۰۰۱       | نیووی                  | ۲۳ ژانویه    | ۰ |
| ۲۰۰۱       | امارات متحده عربی      | ۱۱ مه        | ۱ |
| ۲۰۰۱       | ساموآ                  | ۲۸ اوت       | ۰ |
| ۲۰۰۱       | صربستان                | ۱۱ سپتامبر   | ۵ |
| ۲۰۰۱       | بوتان (کشور)           | ۲۲ اکتبر     | ۰ |
| ۲۰۰۱       | اریتره                 | ۲۴ اکتبر     | ۱ |
| ۲۰۰۲       | لیبریا                 | ۲۸ مارس      | ۰ |
| ۲۰۰۲       | باربادوس               | ۹ آوریل      | ۰ |
| ۲۰۰۲       | جزایر مارشال           | ۲۴ آوریل     | ۱ |
| ۲۰۰۲       | کویت                   | ۶ ژوئن       | ۰ |
| ۲۰۰۲       | پالائو                 | ۱۱ ژوئن      | ۱ |
| ۲۰۰۲       | وانواتو                | ۱۳ ژوئن      | ۱ |
| ۲۰۰۲       | ایالات فدرال میکرونزی  | ۲۲ ژوئیه     | ۱ |
| ۲۰۰۲       | مولداوی                | ۲۳ سپتامبر   | ۱ (یک سایت مرزی مشترک با بلاروس، استونی، فنلاند، لتونی، لیتوانی، نروژ، روسیه، سوئد و اوکراین)                                                     |
| ۲۰۰۳       | سنت وینسنت و گرنادین‌ها | ۳ فوریه      | ۰ |
| ۲۰۰۳       | لسوتو                  | ۲۵ نوامبر    | ۱ |
| ۲۰۰۴       | تونگا                  | ۳۰ آوریل     | ۰ |
| ۲۰۰۵       | سیرالئون               | ۷ ژانویه     | ۰ |
| ۲۰۰۵       | ترینیداد و توباگو      | ۱۶ فوریه     | ۰ |
| ۲۰۰۵       | اسواتینی               | ۳۰ نوامبر    | ۰ |
| ۲۰۰۶       | گینه بیسائو            | ۲۸ ژانویه    | ۰ |
| ۲۰۰۶       | مونته‌نگرو              | ۳ ژوئن       | ۴ |
| ۲۰۰۶       | سائوتومه و پرنسیپ      | ۲۵ ژوئیه     | ۰ |
| ۲۰۰۷       | جیبوتی                 | ۳۰ اوت       | ۰ |
| ۲۰۰۹       | جزایر کوک              | ۱۶ ژانویه    | ۰ |
| ۲۰۱۰       | گینه استوایی           | ۱۰ مارس      | ۰ |
| ۲۰۱۱       | برونئی                 | ۱۲ اوت       | ۰ |
| ۲۰۱۱       | فلسطین                 | ۸ دسامبر     | ۳ |
| ۲۰۱۲       | سنگاپور                | ۱۹ ژوئن      | ۱ |
| ۲۰۱۴       | باهاما                 | ۱۵ مه        | ۰ |